# 日下部美愛
日下部 美愛（くさかべ みあ、2000年3月9日 - ）は日本の女性ファッションモデル・タレント・女優であり、女性アイドルユニット東京ガールズブラボーの現メンバー。また、女性ダンス&ボーカルグループPrizmmy☆の元メンバー。ジャグラーインターナショナル所属。神奈川県出身。

## 概要
2009年ごろから雑誌「ニコ☆プチ」に読者モデルとして度々登場したのち、Prizmmy☆として2012年1月に活動を開始し、3月16日にシングル「Everybody's Gonna Be Happy」でCDデビューを果たした。同年4月7日より『プリティーリズム・ディアマイフューチャー』の実写パート「プリティーリズムSTUDIO」に出演していた。
Prizzmy☆解散後、女優としても舞台やドラマに出演する。
2019年11月6日に放送された『今夜くらべてみました』（日本テレビ）に出演し、毒舌ぶりが話題になり、バラエティ番組での出演も増えた。

## 出演

### テレビ
- プリティーリズム・オーロラドリーム（2011年4月9日 - 、テレビ東京）
- プリティーリズム・ディアマイフューチャー（2012年4月7日 - 、テレビ東京）
- プリティーリズム・レインボーライブ（2013年4月6日 - 、テレビ東京）
- Rの法則（2016年1月 - 2018年4月、 NHK Eテレ）
- 今夜くらべてみました（2019年11月6日、日本テレビ）
- サンデージャポン（2019年11月17日、TBSテレビ）
- ロンドンハーツ『時々呼ぶかもしれない女性タレントオーディション』（2020年1月7日、テレビ朝日）
- キスマイ超BUSAIKU!?（2020年2月13日、フジテレビ）
- 上田と女が吠える夜（2021年10月11日、日本テレビ）

### ドラマ
- 逃げるは恥だが役に立つ ガンバレ人類！新春スペシャル!!吉田美奈役（2021年1月2日 、TBSテレビ）

### 雑誌
- ニコ☆プチ（新潮社）スーパー読者モデル（元カリスマプチ読）
- DANCE STYLE KIDS（リットーミュージック）3期生
- LARME（徳間書店）

### ラジオ
- ミックス!アシスタントMC（2020年7月-FMヨコハマ）
- 日下部美愛の炎上アンサー（2020年7月-AuDee）

### カタログ
- INNER PRESS
- RONI
- CHUBBY GANG
- CONOMi制服カタログ

### 舞台
- ニッポン放送/Zen-A「おやすみジャック・ザ・リッパー」（2016年4月20日、銀座・博品館劇場） - 赤ずきん(姉) 役
- シズ☆ゲキ「ストライド[3]」（2016年7月6日 - 10日、築地本願寺ブティストホール） - 松井 役
- ドリームプリンセス「放課後戦記」（2016年10月5日 - 10日、新宿村LIVE）
- エイベックス・ピクチャーズ「Wake Up, Girls! 〜青葉の記録〜[4]」（2017年1月19日 - 22日、渋谷・AiiA 2.5 Theater Tokyo） - 小早川ティナ 役
- 劇団ドリームプリンセス「春のめざめ」（2017年10月19日 - 22日、築地本願寺ブティストホール） - テア 役
- オッドエンタテインメント「Wake Up, Girls! 〜青葉の軌跡〜[5]」（2018年6月6日 - 10日、赤坂・草月ホール）- 小早川ティナ 役
- アリスインプロジェクト「アリスインデッドリースクール 楽園[6]」（2018年8月8日 - 19日、池袋・シアターKASSAI） - 辻井水貴 役
- 爆走おとな小学生「あたしをくらえ。」team Bウィルス（ベジタリアン）（2018年10月17日 - 21日、新宿村LIVE）- ヒルダ 役
- アリスインプロジェクト「ドナーイレブン」（2018年12月19日 - 30日、池袋・シアターKASSAI） - 菖蒲 真矢子 役
- オッドエンタテインメント「Stray Sheep Paradise[7]」（2018年12月12日 - 16日、六本木・俳優座劇場）- レイナ 役
- 劇団SUTTHINEE「カエデソウ」（2019年4月3日 - 7日、高島平・バルスタジオ） - 兎耳舞葉 役
- ILLUMINUS「楽園の女王」（2019年5月29日 - 6月4日、新宿シアターモリエール） - グレンダ 役
- オッドエンタテインメント「Stray Sheep Paradise:em」（2019年8月15日 - 18日、東池袋・あうるすぽっと） - レイナ 役[8]
- TOブックス「白豚貴族ですが前世の記憶が生えたのでひよこな弟育てます」（2021年3月24日 - 28日、新宿村LIVE） - ラーラ 役
- 三木プロダクション「WELL」teamレス（2021年4月7日 - 11日、新宿村LIVE） - りあお 役
- SHOWMAN’S「リニアダッシュ! POLE POSITION[9]」（2021年11月20日 - 23日、新大久保・R’sアートコート） - 音彫曜 役

### その他
- 超十代 - ULTRA TEENS FES - 2016（2016年3月29日、幕張メッセ 国際展示場 5・6ホール）

## ディスコグラフィ
| 発売日        | 商品名          | 歌                                                                                | 楽曲          | 備考                                          |
| ------------- | --------------- | --------------------------------------------------------------------------------- | ------------- | --------------------------------------------- |
| 2018年3月28日 | Wake Up, Best!3 | I-1club（大坪由佳、小山梨奈、岩田華怜、水原ゆき、山下夏生、立花玲奈、日下部美愛） | 「knock out」 | 舞台『舞台 Wake Up, Girls! 青葉の記録』関連曲 |

## 所属グループ
- Prizmmy☆
- RONI GIRLS